# Tinodes unicolor
Tinodes unicolor là một loài Trichoptera trong họ Psychomyiidae. Chúng phân bố ở miền Cổ bắc.